# Premier combat naval de Tripoli
Guerre de Tripoli
Batailles
- Tripoli (1er)
- Port de Tripoli (1er)
- Tripoli (2e)
- Port de Tripoli (2e)
- Derna

Le premier combat naval de Tripoli est livré le 1er août 1801 pendant la guerre de la côte des barbaresques entre la goélette Enterprise de l'United States Navy et la polacre tripolitaine Tripoli près de la côte des Barbaresques.
L'Enterprise est alors employée, au sein de l'escadre de Méditerranée du commodore Richard Dale, au blocus naval de Tripoli. Envoyée se ravitailler à Malte, la goélette américaine, commandée par le lieutenant Andrew Sterett, rencontre et engage le Tripoli, commandée par l'amiral Rais Mahomet Rous, et le capture après trois heures de combat.
N'ayant pas l'autorisation de faire des prises, Sterett relâche le navire tripolitain qui rejoint Tripoli. À son retour au sein de l'escadre, l'Enterprise et son équipage sont célébrés. Ce premier succès de la guerre renforce nettement le moral américain tandis qu'à l'inverse, le combat cause un grand émoi à Tripoli. Cependant, la guerre se poursuit de manière indécise pendant encore quatre ans.

## Contexte
Après l'indépendance des États-Unis, les navires américains perdent la protection de la Royal Navy en mer Méditerranée. L'administration du jeune État accepte dans un premier temps de payer un tribut à la régence de Tripoli. Celle-ci est à l'époque théoriquement une province de l'Empire ottoman, mais dans les faits est quasi indépendante et mène sa propre politique étrangère, en déclarant la guerre aux puissances non musulmanes refusant de s'acquitter d'un tribut, et en attaquant leurs navires marchands. En 1801, le montant demandé par Tripoli aux Américains est fortement augmenté. L'administration du nouveau président des États-Unis Thomas Jefferson, opposé au principe des tributs, refuse de payer. En conséquence, les Tripolitains déclarent la guerre aux États-Unis et leur flotte commence à attaquer le commerce américain en Méditerranée pour contraindre le gouvernement américain à accéder à leurs revendications. Lorsque la nouvelle de ces attaques parvient à Washington, Jefferson ordonne à l'United States Navy de se rendre en Méditerranée pour y mener des opérations contre la régence de Tripoli. Une escadre américaine, commandée par le commodore Richard Dale, est donc envoyée mettre le blocus devant Tripoli.
En juillet 1801, les réserves d'eau des navires américains atteignent un bas niveau. Dale ordonne donc à la goélette Enterprise, commandée par le lieutenant Andrew Sterett, d'aller chercher du ravitaillement à Malte, occupée par la marine britannique, tandis que le commodore et la frégate President maintienne le blocus devant Tripoli. Peu après son départ pour Malte, l'Enterprise rencontre un navire tripolitain voguant vers elle. Le capitaine américain fait hisser les couleurs britanniques pour tromper son ennemi, s'approche et le hèle. La polacre tripolitaine de 14 canons répond qu'elle chasse des navires américains. À ces mots, l'Enterprise amène le pavillon britannique, hisse les couleurs américaines et se prépare au combat.

## Déroulement

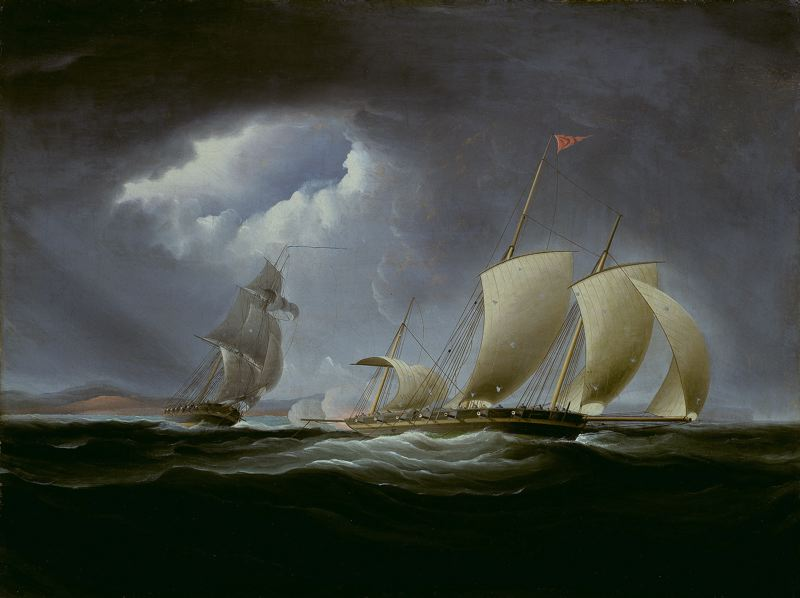
L'USS Enterprise poursuivant le Tripoli, par Thomas Birch (1806).

Presque immédiatement après que Sterett a hissé le pavillon américain, son équipage délivre un feu serré de mousqueterie sur le navire tripolitain. Le Tripoli répond par une bordée qui se révèle inefficace. La goélette américaine décharge à son tour une bordée qui pousse Rous à rompre l'engagement et à tenter de fuir, en vain. Incapable de soutenir les bordées américaines ou de rompre le combat, les Tripolitains tentent de lancer des grappins et de monter à l'abordage de l'Enterprise. Les marines repoussent l'assaut avec une nouvelle décharge de mousqueterie, et contraignent le Tripoli à essayer de nouveau de prendre la fuite. L'Enterprise poursuit le combat, décharge de nouvelles bordées sur le navire ennemi et finit par percer sa coque.
Sévèrement touché, le Tripoli abaisse son pavillon pour indiquer sa reddition. Alors que l'Enterprise se range contre la polacre pour accepter sa reddition, les Tripolitains hissent leur pavillon et ouvrent le feu sur la goélette. Dans le même mouvement, les Tripolitains tentent à nouveau de prendre à l'abordage le navire américain, mais sont encore repoussés par les tirs de l'artillerie et de l'équipage. Après un nouvel échange de tir, le Tripoli amène une deuxième fois son pavillon. Sterett cesse de nouveau le feu et approche du Tripoli. Rous hisse alors une nouvelle fois son pavillon et tente d'aborder l'Enterprise. La précision des tirs de l'artillerie américaine fait de nouveau échouer cette tentative. Le combat se poursuit et Rous tente une troisième fois de faire croire à une reddition en amenant son pavillon. Cette fois-ci, Sterett garde ses distances et ordonne à ses canonniers de viser sous la ligne de flottaison du Tripoli. La bordée suivante atteint son objectif et cause des dommages très importants au Tripoli, abattant son mât d'artimon et le réduisant à l'état d'épave. La plupart de son équipage mort ou blessé, lui-même touché, l'amiral Rous jette son pavillon à la mer pour convaincre Sterett de mettre fin au combat.

## Conséquences
À la fin des combats, le Tripoli est sévèrement endommagé ; 30 hommes d'équipage, dont le premier lieutenant, sont morts et 30 autres blessés, dont Rous lui-même. À l'inverse, l'Enterprise ne déplore que des dommages superficiels et aucune victime. Sterett, que ses instructions n'autorisent pas à faire des prises, laisse la polacre regagner Tripoli. Cependant, avant de le relâcher, les Américains abattent les mâts du Tripoli et l'endommagent suffisamment pour qu'il soit à peine en mesure de naviguer. Sterett reprend alors la route de Malte, s'y ravitaille comme prévu puis rejoint la force de blocus.
Après avoir quitté l'Enterprise, le Tripoli tente de regagner le port de Tripoli. Sur sa route, il croise l'USS President et demande son assistance, en se faisant passer pour un navire tunisien endommagé par un navire français. Dale se doute de l'allégeance réelle du navire et donne simplement à Rous un compas pour retrouver sa route. Lorsque celui-ci arrive au port, il est sévèrement puni par le pacha de Tripoli, Yusuf Karamanli. Démis de son commandement, il est promené dans les rues, revêtu d'entrailles de mouton et assis sur un âne, avant de recevoir 500 coups sur les pieds.
La victoire de l'Enterprise sur le Tripoli a bien sûr des conséquences très différentes selon les camps. À Tripoli, la défaite, couplée à la sévérité de la punition infligée à Rous, abat le moral de la population et entraîne une baisse sensible des recrutements d'équipage. En revanche, aux États-Unis, l'effet est inverse, appuyé par une intense propagande sur cette première victoire des Américains sur les Tripolitains. Le gouvernement de Washington offre un mois de paye à l'ensemble de l'équipage de l'Enterprise et récompense Sterett par une promotion et le don d'une épée. Des pièces de théâtre très romancées sont écrites sur cette victoire américaine et le moral et l'enthousiasme pour la guerre sont portés au plus haut point.
Le combat n'a cependant aucune conséquence à long terme sur le déroulement de la guerre. Le blocus de Tripoli s'avère incapable de supprimer entièrement le trafic maritime du port ou d'influer sur la politique étrangère du Pacha. L'escadre de Dale est relevée, en 1802, par une escadre commandée par Richard Valentine Morris, et la guerre se poursuit jusqu'en 1805.